# Friedrich Windekilde
Friedrich Windekilde (Windekiel, Wendekilde) (flor. 1760-1779) var en slesvigsk billedhugger.
Intet vides om hans herkomst og uddannelse. I en tyveårig periode udførte han altre i tre slesvigske kirker: 1757-61 i Grumtoft Kirke, 1771 i Bov Kirke og 1779 i Adelby Kirke ved Flensborg.
Altrene er skåret i træ og i en vilter rokokostil og er ens opbygget bortset fra altret i Grundhof Kirke, som er sammenbygget med orgelet ovenover. Altrenes midterfelterne er indrammet af pilastre, som yderst har asymmetriske, rigt udskårne vinger. En skråtstillet, stærkt forkrøppet, gesims bærer vaser og kartouche med Guds øje i en trekant, omgivet af stråler og en skykrans. I alle tre tilfælde ses Kristus på korset som en friskulptur foran et midtermaleri: I Adelby et Golgatha-landskab, i Bov et skybillede med en strålekrans og i Grundhof en neutral baggrund.